# 海賊盤 (中村一義のアルバム)
『海賊盤』（かいぞくばん）は、中村一義が2016年3月2日に発表したスタジオ・アルバムである。

## 概要
前作より4年振りのリリースであり、Victor Entertainmentに移籍して初めて発表される作品である。本作のレコーディングには2014年の「RockでなしRock 'n' Roll」ツアーやエドガワQに参加しているメンバーが参加している。そのバンドを中村は大海賊（もしくは海賊）と名付け、タイトルに冠している。
本作のジャケットは『金字塔』などを手掛けた中島英樹と佐内正史が担当している。
11曲目「魂の子守唄」終了後、シークレットトラックとして「魔法をかけてやる！！」が収録されている。

## 収録曲
| 全作詞・作曲・編曲: 中村一義。 |                      |          |            |       |
| #                              | タイトル             | 作詞     | 作曲・編曲 | 時間  |
| 1.                             | 「スカイライン」     | 中村一義 | 中村一義   | 4:38  |
| 2.                             | 「アドワン」         | 中村一義 | 中村一義   | 3:00  |
| 3.                             | 「MAD / MUD」        | 中村一義 | 中村一義   | 0:47  |
| 4.                             | 「GTR.」             | 中村一義 | 中村一義   | 3:10  |
| 5.                             | 「世界は笑う」       | 中村一義 | 中村一義   | 3:39  |
| 6.                             | 「我燦々」           | 中村一義 | 中村一義   | 3:56  |
| 7.                             | 「こうでこうでこう」 | 中村一義 | 中村一義   | 3:53  |
| 8.                             | 「大海賊時代」       | 中村一義 | 中村一義   | 3:48  |
| 9.                             | 「ビクターズ」       | 中村一義 | 中村一義   | 3:56  |
| 10.                            | 「あれやこれや」     | 中村一義 | 中村一義   | 4:43  |
| 11.                            | 「魂の子守唄」       | 中村一義 | 中村一義   | 42:18 |
| 合計時間:                      | 合計時間:            | 58:53    |            |       |

### DVD (初回盤のみ)
1. スカイライン (Music Video)
2. Documentary of「海賊盤」
3. スカイライン (Music Video) 〜Rockでなし Ver.〜

## 演奏
ボーカル
- 中村一義（全曲）

ギター
- 町田昌弘（全曲、#01についてはバンジョーの演奏も担当）
- 三井律郎（#07）
- 平床政治（#08）
- 岡本洋平（#11）

ベース
- TOMOTOMOclub（全曲）

ドラムス
- マシータ（全曲）

キーボード
- 中村一義（#03,05,11を除いた全曲）
- 高野勲（#05,11）

コーラス
- ヨースケ@HOME（#01,03,04,09　、#09についてはブルースハープとウクレレの演奏も担当）
- あずままどか（#07,08,10）
- ウルフ（#02）